# Province de Colchagua
La province de Colchagua est une province chilienne située à l'ouest de la Région du Libertador General Bernardo O'Higgins. Elle a une superficie de  5 678 km² pour une population de 182 330 habitants (estimation de l'I.N.E pour 2005). Environ 47,9 % de la population vit en zone rurale. Sa capitale est la ville de San Fernando. 

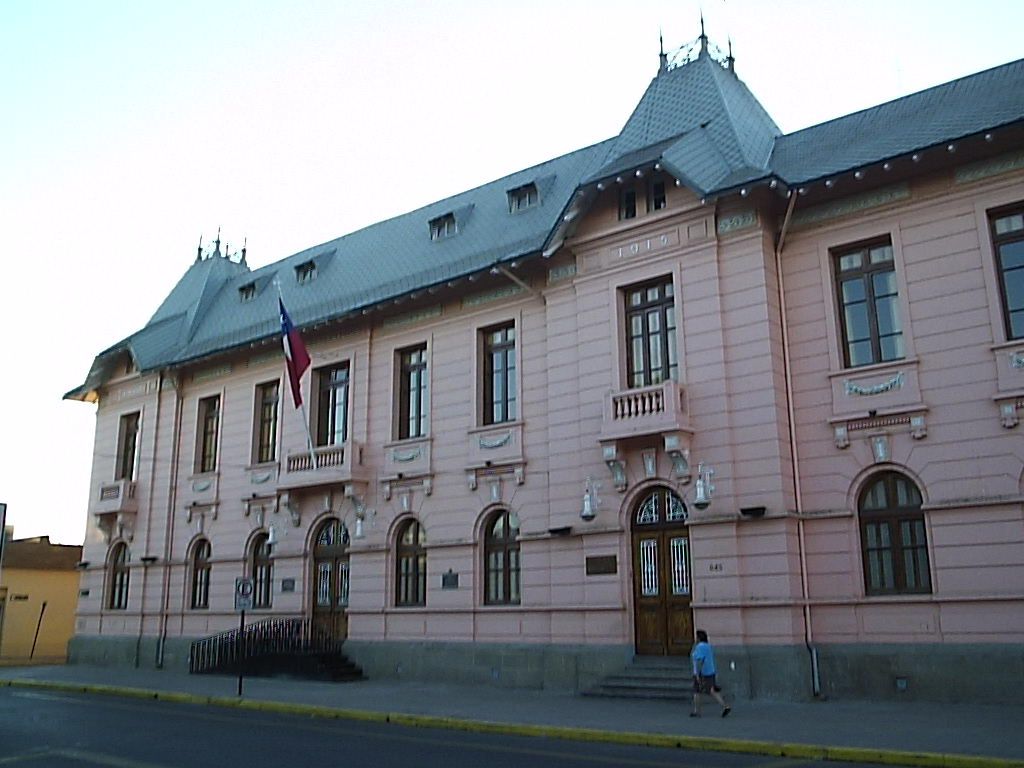
Siège du gouvernement de Colchagua

## Communes
La province se divise en 10 communes :
| - Chépica - Chimbarongo - Lolol - Nancagua | - Palmilla - Peralillo - Placilla - Pumanque | San Fernando Santa Cruz |  |